# Міттелешенбах
Міттелешенбах (нім. Mitteleschenbach) — громада в Німеччині, розташована в землі Баварія. Підпорядковується адміністративному округу Середня Франконія. Входить до складу району Ансбах. Складова частина об'єднання громад Вольфрамс-Ешенбах.
Площа — 10,51 км2. Населення становить 1653 ос. (станом на 31 грудня 2020).

## Галерея

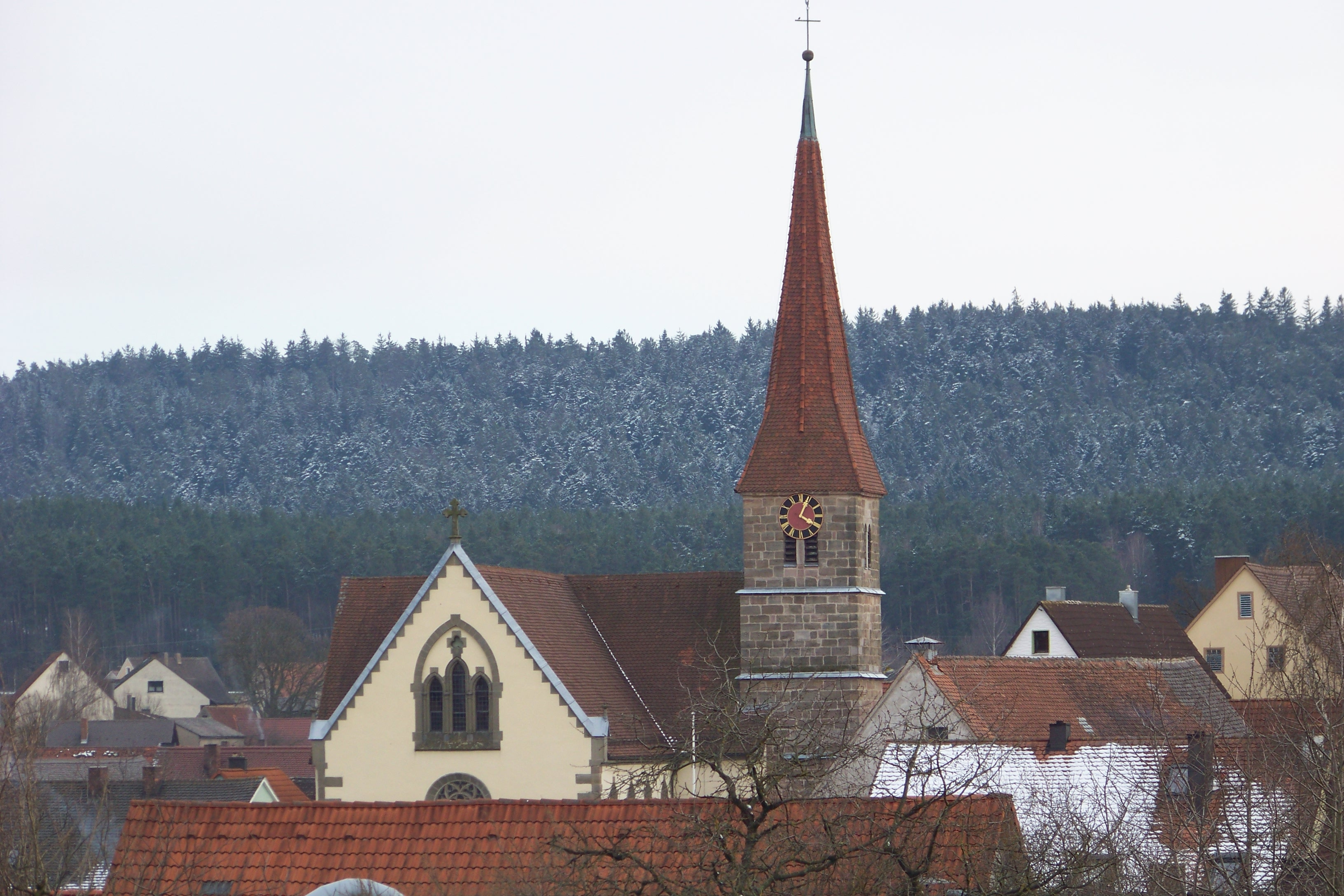
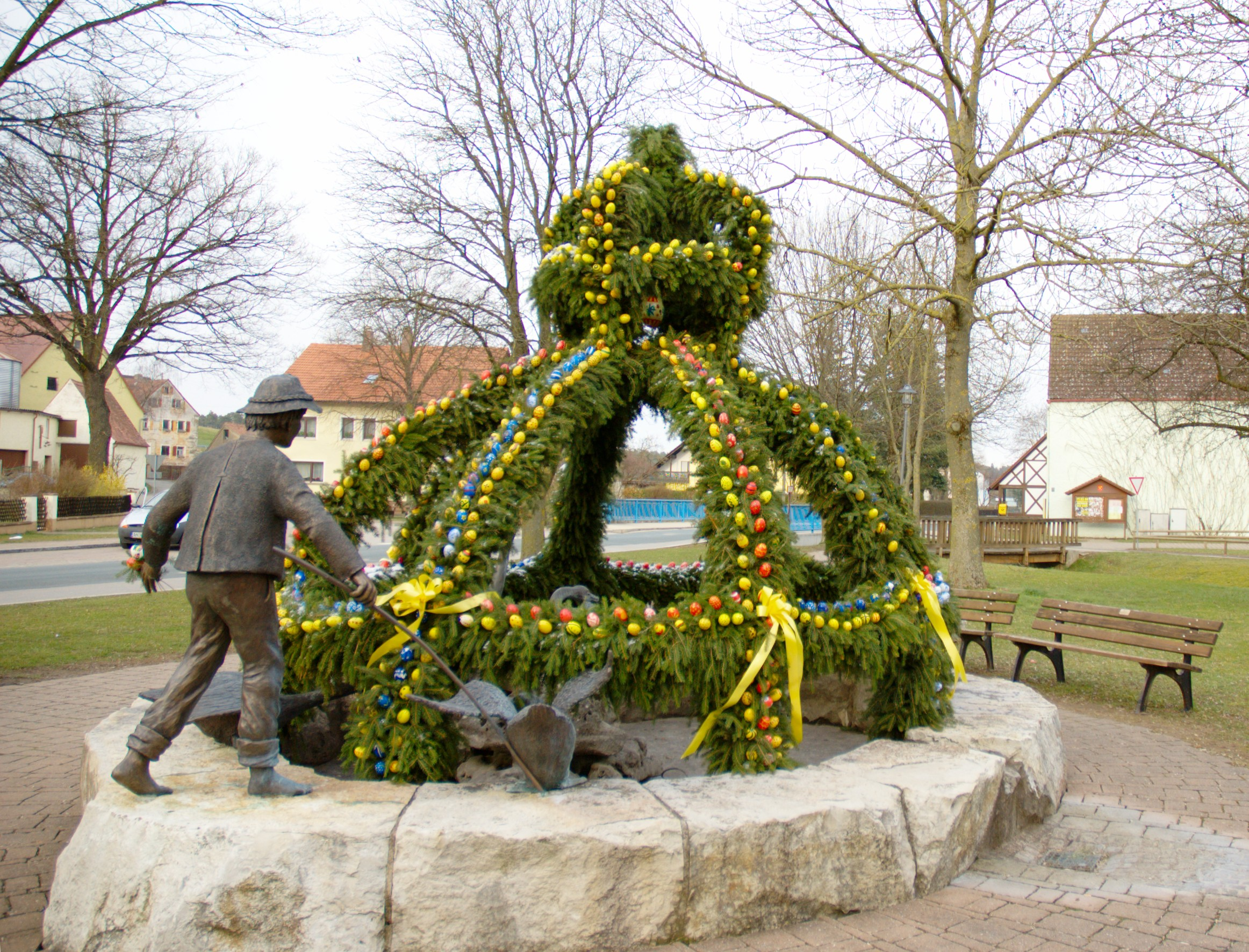
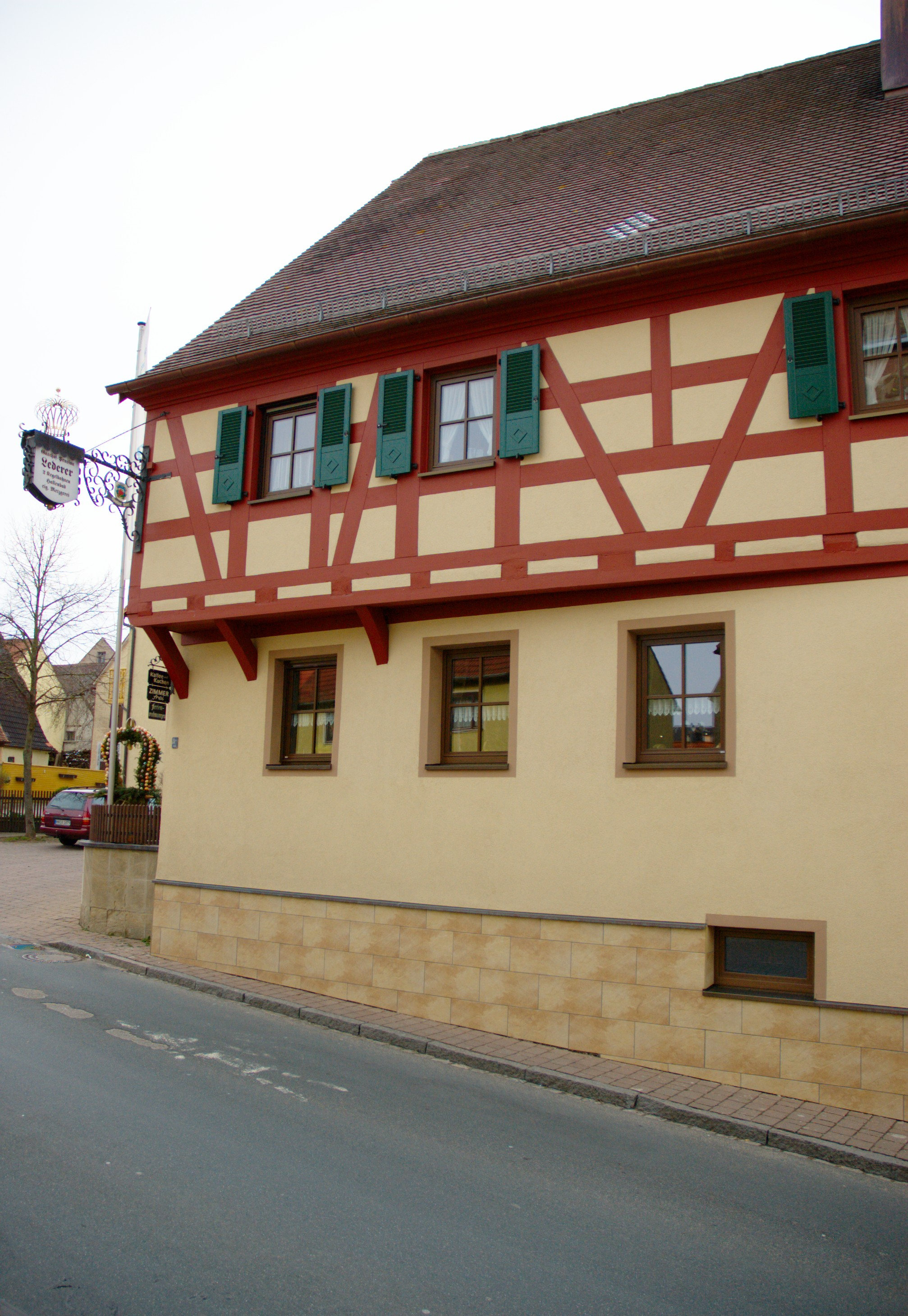